# دهستان چهاردولی (اسدآباد)
دهستان چهاردولی نام دهستانی در بخش مرکزی شهرستان اسدآباد، استان همدان در ایران است. براساس سرشماری مرکز آمار ایران در سال ۱۳۸۵، جمعیت آن ۹۳۶۷ نفر (۲۱۵۵ خانوار) بوده‌است. مردم این دهستان به زبان کردی سخن می‌گویند.